# Evelyn Amarteifio
Evelyn Mansa Amarteifio (Acra, 22 de mayo de 1916 - 6 de julio de 1997) fue una activista por los derechos de las mujeres de  Ghana. En 1953 fundó la Federación Nacional de Mujeres de Costa de Oro (NFGCW).

## Biografía
Evelyn Amarteifio nació 1916 en Acra que en aquellos tiempos era colonia británica. Sus padres, dos de sus hermanas y algunas de sus tías estuvieron involucradas en el trabajo social y voluntario en las décadas de 1920 y 1930. Estudió en la Accra Girls School y Achimota College. En 1937 ejerció de  maestra en la Escuela Primaria Achimota, y continuó implicada en el trabajo voluntario.
A principios de 1953, Amarteifio viajó a Gran Bretaña para estudiar con la YWCA (Asociación Cristiana de Mujeres Jóvenes). A su regreso, con Annie Jiagge, Thyra Casely-Hayford, Amanua Korsah y otras, crearon una rama local de la organización en Costa de Oro. También viajó a los Estados Unidos, donde contactó  con la Federación de Mujeres de Jamaica que utilizó como modelo para crear la Federación Nacional de Mujeres de Gold Coast, una organización no gubernamental de mujeres que más tarde se convirtió en la Federación de Mujeres de Ghana. Tras la independencia de Ghana, Amarteifio no pudo proteger a la federación del deseo de Kwame Nkrumah, primer presidente de la república, de controlar las organizaciones de mujeres, y en 1960 se disolvió la NFGCW.
Amarteifio murió el 6 de julio de 1997.